# Мюллер, Юлиус
Юлиус Мюллер (нем. Julius Müller; 10 апреля 1801 — 27 сентября 1878) — немецкий протестантский богослов.
Профессор в Геттингене, Марбурге и Галле (1839). Его репутацию как догматика составил его главный труд: «Die christliche Lehre von der Sunde» (Бреслау, 1839; переиздание Бремен, 1889).
Другие его сочинения:
- «Die erste Generalsynode der evangelischen Landeskirche Preussens» (Берлин, 1847)
- «Die evangelische Union, ihr Wesen und göttliches Recht» (Берлин, 1854)
- «Dogmatische Abhandlungen» (Бремен, 1870).